# Eros i Psique (Canova)
Eros i Psique, o el Bes, és un conjunt escultòric d'Antonio Canova (Possagno, 1757-1822). Picapedrer de formació, les seves obres mostren un excel·lent tractament del material i refinada elaboració. Atès a la seva estada a Roma, les seves obres s'influenciaren del neoclassicisme i el gust per l'antiguitat grecollatina. Aquesta obra fou un encàrrec de l'aristòcrata Lord Campbell. Malgrat li fou espoliada l'any 1801 pel general Joachim Morat, un general de Napoleó. Actualment es pot veure al Musée du Louvre, a la capital francesa.

## Context històric
L’obra “Eros i Psique” s'emmarca temporalment en el naixement de l’Edat Contemporània (finals s. XVIII - inicis s. XIX) i, per tant, en l’etapa del Neoclassicisme. El Neoclassicisme és tracta d'un moviment artístic que va néixer a la segona meitat del s. XVIII i que responia als gustos de la burgesia revolucionària.
El final del segle xviii i principi del segle xix foren anys marcats per les revolucions, que es traduïren en transformacions polítiques, socials i econòmiques.
A grans trets: La revolució nord-americana (1765) va aconseguir la creació d'un propi govern. La revolució Francesa (1789) va començar amb el repte d'enderrocar l'autoritat de l'antic règim, i acabà per crear-ne una altra: l'establiment de la burgesia al poder amb polítiques liberals. Després Napoleó prengué el poder, Europa fou sacsejada per ideals revolucionaris i nacionalistes que van concloure amb la creació de nous estats com Grècia. La Revolució Industrial al seu torn, va propulsar les zones urbanes, l'aparició de la figura del proletariat, del qual en sorgiran l'anarquisme i el socialisme.

## Estil
El neoclassicisme té com a capitals artístiques Paris i Roma. Tal com s'aprecia en aquesta obra, s'abandona la temàtica religiosa (cf. Barroc) per centrar-la en la mitologia, exalçant els ideals artístics grecollatins basats en la proporcionalitat i l'equilibri, rebutjant així els artificis i frivolitat del rococó, considerat com a expressió de la decadència moral de les antigues classes aristocràtiques. El Neoclassicisme s'identifica amb els ideals de la il·lustració. L'art es difon a través de Salons i Acadèmies. Les escultures es conceben amb independència total del marc arquitectònic, fins i tot les destinades a monuments públics.El principal consumidor d'aquest art serà la burgesia.
Antonio Canovas va a la recerca de la intemporalitat i universalitat immortalitzant el petó de Eros, Cupido a la "romana", i Psique. L'estil de l'autor es caracteritza per un vincle de l'artista amb les tècniques d'escultura grecoromanes. En la producció artística de Canova es pot observar una idealització sense moviment espontani i natural, en canvi en els seus esbossos, es representen les coses tal com són quan són captades pels sentits. El seu estil es no-uniforme, s'ha retret a Canova que no acabés de desenvolupar un estil personal i que les obres no semblessin fetes pel mateix artista: veiem una proximitat amb Bernini, un esperit romàntic, unes composicions carregades d'un dramatisme barroc i unes altres carregades d'un barroc suavitzat (obres solemnes i fredes) per la impersonalitat, l'intel·lectualisme i l'academicisme que hi predomina. Sovint les obres són qualificades de fredes per la impersonalitat, l'intel·lectualisme i l'academicisme que hi predomina.Antonio Canova va utilitzar diferents temes, des del retrat fins al sepulcre funerari, incloent també el caràcter mitològic.Aquest moviment neix com a reacció al Barroc i Rococó.

## Composició
L'obra es tracta d'un grup escultòric format per una figura masculina nua alada (Eros) que abraça una figura femenina (Psique), coberta per un mantell, que rodeja amb els braços el cap de l'amant, en el precís instant de què es produeixi un petó. Els dos cossos dels personatges es troben en contorsió, Psique en una posició gairebé jacent. Psique es recolza sobre el seu maluc dret i té el cap completament rotat cap enrere ja que està esperant que el Eros li doni un petó, el qual la subjecta amb un braç per la seva esquena i l’altre per sobre del pit. Eros es troba nu i en una posició de genuflexió gairebé jacent. El tractament anatòmic és realista, però d’un realisme idealitzat i els cossos són proporcionats i bells. Les expressions dels dos personatges són serenes i idealitzades, no mostren passió, ja que la passió i el desig carnal els trobem en la posició dels braços. L'actitud dels dos personatges és delicada i tendra. És una escultura proporcionada, equilibrada i harmònica que potencia la bellesa de l'escultura.
L'elecció del marbre blanc no és una casualitat, ja que en aquesta època es tenia la errònia concepció que les obres de l'antiguitat no eren policromades (cf. Johann Joachim Winckelmann). La tècnica de la talla consisteix en sostraure la figura d'un bloc de marbre. La diferència entre el tractament rugós de la roca i el modelatge suau que presenten les figures, s'aconsegueix amb un tractament de calç i àcid, fet que permet l'Sfumato i al seu tron realça la delicadesa i sensualitat d'ambdós figures.
Aquesta escultura exempta presenta un volum rodó. La composició està marcada per dos eixos compositius, dues diagonals (X) amb les ales d'Eros i el braç i cos de Psique. El punt d'unió d'aquestes línies recau en l'espai de contenció entre les seves dues boques, es on trobem la tensió de l'obra. També trobem un altre eix compositiu, un òval format pels braços de Psique els quals emmarquen el cap de tots dos formant una estructura compositiva centrípeta que centra la nostra vista en el petó que està a punt de produir-se. Les ales d’Eros i l’eix compsoitiu vertical que es crea des del cap d’aquest i s'estén pel cap i el cos de Psique formen una estructura compositiva en forma de la lletra grega “psi” (Ψ). Segueix el cànon de bellesa clàssic de Policlet el Vell, 1/7 (idealització formal). És una composició tancada (centrípeta) ja que les dues figures s'uneixen amb la mirada i en les seves boques és on es creuen les aspes de la “X”. Es tracta d'una composició simètrica. Malgrat estigui pensada per ser contemplada des de diferents punts de vista, preval el pla frontal del petó. El temps és anecdòtic ja que Canova ha representat un moment d’un mite, tot i que també és etern ja que immortalitza un valor universal, l’amor. Les dues figures es presenten en un ritme d’equilibri dinàmic ja què l’escultura es troba en un moviment pausat sense dinamisme extrem tot i que els cossos estan contorsionats. El poc dinamisme i tensió de l’escultura és gràcies a l’apropament dels dos cossos i a la posició dels braços (gest apassionat i eròtic). S'allunya del dramatisme i tensió extrema del moviment anterior, el Barroc.
La contenció d'expressions potencia l'harmonia i la idealització de la bellesa, lluny de l'ampul·lositat barroca. La llum rellisca sobre els cossos, aportant un polsim de dinamisme a les figures, la sensació de moviment. Destacar la mirada perduda d'Eros, i el to eròtic de Psique, que s'aconsegueix amb l'obertura de la seva boca. Tots dos cossos presenten un gran detallisme, així com les ales i els cabells. El mantell que envolta Psique presenta la tècnica del drap mullat de l'escola de Fídies.

## Significat
La funció d'aquesta obra és purament estètica, fet que permet a l'escultor representar la unió de la ment i el desig: de l'amor espiritual i la passió carnal.
El mite d'Eros i Psique és una representació del petó que simbolitza la unió d'allò diví i humà, un símbol de l'amor. La intensitat del moment escollit per l'autor fa que el gest d'un petó es converteixi en una imatge paradigmàtica i universal de l'amor, en una refinada representació de l'Amor en tota la seva dimensió de tendresa i de desig carnal. Psique representa la ment, l'ànima, ell és l'amor físic, el desig.
La història mitològica fou escrita per Luci Apuleu en el magnífic llibre l'Ase d'Or. Eros, déu de l'amor, s'enamora de la filla del rei d'Àsia, la bella Psique, qui per compliment de les advertències de l'oracle d'Apol·lo restava al cim d'una muntanya esperant ser casada. Durant les nit, una figura desconeguda la feia la seva esposa. La curiositat vencé a Psique, i una nit va encendre una llàntia per poder veure el seu amant, però una gota d'oli caigué i despertà Eros, qui immediatament fugí. Trista i desolada, va consultar l'oracle de Venus, mare de Eros, qui li imposà tres treballs per recuperar-lo; l'últim dels quals consistia a recollir el secret de la bellesa de Prosèrpina, la reina dels inferns. Malgrat les adversitats, Psique ho aconseguí, però de camí cap a la llum, la curiositat la vencé novament i obrir el cofre on aquest es trobava, fent-la caure en un so profund. Eros va despertar-la amb un bes. Amb el consentiment i ajuda de Zeus, Psique esdevé immortal i es casen. Fruit dels dos, nasqué una bella filla, Hedone, el Plaer.

## Models i influències
Gràcies a la seva estada a Roma, Canova va poder estudiar els escultors clàssics i l'art grecollatí dels quals va aplicar a les seves obres la idealització de la bellesa, l'interès per la figura humana, la puresa de la línia, la claredat compositiva i l'ús de materials nobles, és a dir, no policromats. Altres obres de l'autor que presenten característiques estètiques semblant a l'obra comentada són les Tres Gràcies (1814).
També cal accentuar els seguidors de l'Acadèmia Romana de casa nostra, com Damià Campeny, i la seva obra Lucrècia morta. Tanmateix Antoni Solà en l'obra La caritat romana.

## Encàrrec i recepció
L'obra va ser pensada per a decorar la casa de lord Cawdor, va arribar posteriorment al general Murat i d'aquest va passar a Napoleó que admirat amb l'obra es va convertir en mecenes de l'artista.

## Funció
Aquesta obra té una funció al·legòrica, ja que representa el moment en què Eros (l'amor) acudeix a despertar a Psique (l'ànima) del profund somni en el qual havia quedat sumida. També té una funció estètica perquè va servir com a decoració del saló de la vida de Lord Cawdor. Finalment també té una funció propagandística com a difusora de l'ideal de bellesa neoclàssica en front al rococó.